# درنی (دهانه)
درنی یک دهانه برخوردی در ماه‌ است.

## دهانه‌های اقماری
این دهانه ۶ دهانه اقماری دارد.
| Darney | عرض جغرافیایی | طول جغرافیایی | قطر          |
| ------ | ------------- | ------------- | ------------ |
| C      | ۱۴.۱° S       | ۲۶.۰° W       | ۱۳.۰ کیلومتر |
| B      | ۱۴.۸° S       | ۲۶.۴° W       | ۴.۰ کیلومتر  |
| E      | ۱۲.۴° S       | ۲۵.۴° W       | ۴.۰ کیلومتر  |
| D      | ۱۴.۵° S       | ۲۷.۰° W       | ۶.۰ کیلومتر  |
| F      | ۱۳.۳° S       | ۲۶.۴° W       | ۴.۰ کیلومتر  |
| J      | ۱۴.۳° S       | ۲۱.۴° W       | ۷.۰ کیلومتر  |